# 謝米卡拉科爾斯克
47°31′N 40°48′E / 47.517°N 40.800°E
謝米卡拉科爾斯克（俄语：Семикарако́рск），是俄羅斯羅斯托夫州中部的一個城市，距首府羅斯托夫東南137公里的頓河畔。2002年人口23,473人。
1845年遷至現址。1972年設市。